# Лора Марлинг
Лора Битрис Марлинг (енгл. Laura Beatrice Marling; Беркшир, 1. фебруар 1990) је британска кантауторка. Године 2011. је освојила Брит награду у категорији Најбоља британска соло музичарка, за коју је такође номинована 2012, 2014, 2016, 2018. и 2020. године.
Родила се у Беркширу у јужној Енглеској, а са 16 година се преселила код старијих сестара у Лондон, гдје је започела своју музичку каријеру. Ту је напустала у разним бендовима и објавила свој дебитантски албум Alas, I Cannot Swim 2008. године. Њен први албум и албуми I Speak Because I Can, Once I Was an Eagle и Song for Our Daughter били су номиновани за награду Меркјури, и то 2008, 2010, 2013 и 2020. године. Њен шести албум, Semper Femina, је био номинован за Греми награду у категорији Најбољи Фолк Албум, као и њен посљедњи албум Song for Our Daughter. 

## Ране године
Лорина мајка је професорка музичког, а отац, Сер Чарлс Вилјем Сомерсет Марлинг, држао је музички студио и обликовао Лорин музички укус. Лора је научила свирати гитару од малих ногу.

## Музичка каријера
По завршетку средње школе преселила се у  Лондон код сестара. Убрзо се придружила више бендова који су повлачили инспирацију из акустичне музике и традиционално обојених мелодија – ову сцену кантаутора британске новине прозвале су „ну-фулк“. Марлинг је била дио бенда Noah and the Whale као пратећи вокали и пјева на њиховом дебитантском албуму Peaceful, the World Lays Me Down; међутим напустила је бенд 2008. године, након раскида са фронтменом, Чарлијем Финком. Сарађивала је са бендовима The Rakes и Mystery Jets. На почетку каријере, већину постава њеног пратећег бенда чинили су чланови бенда Mumford & Sons.

### 2008–2011:Alas, I Cannot Swim;I Speak Because I Can;A Creature I Don't Know
Прије објаве првог албума, 2007. била је на турнејама са музичарима Џејмијем Ти и Адамом Грином. Након објаве албума (кроз издавачку кућу Вирџин Рекордс и номинације за Меркјури награду, Лора се појавила у ТВ емисијама The Late Late Show with Craig Ferguson и Later... With Jools Holland и у радио емисији Расела Бренда.
Други албум, продуциран од стране Итена Џоунса,  I Speak Because I Can, објављен је 2010. године кад је достигао 4. позицију на топ листи британских албума. Номинован је за Меркјури награду, а лист NME га је уврстио међу најбољих 500 албума свих времена, и то на позицији 263.
Трећи албум Лоре Марлинг, A Creature I Don't Know , објављен је 2011. године. Добио је позитивне критике и достигао број 4 на листи топ албума Уједињеног Краљевства. 

### 2012–2013:Once I Was an Eagle
Након што је завршила турнеју по САД 2012. године, Марлинг је најавила свој нови албум који је изашао 27. маја у Уједињеном Краљевству, и дан касније у САД. Сингл Master Hunter 2013. године достиаго је број 3 на топ листи Уједињеног Краљевства. 
Марлинг је поводом албума рекла да је за вријеме његовог снимања слушала само музику насталу између 1969. и 1972. године. Објаснила је да је ишла ка минималистичком звуку и да је, за разлику од претходних албума, снимила све пјесме без пратећег бенда. 

Током европске туренеје Лора је изразила сумње поводом наставка своје музичке каријере: 
Када изводим пјесме, проналазим се у истом простору као када сам их написала. Могли бисте ме докрајчити када бисте хтјели јер сам тад најрањивија. Ја сам приватна особа, у свим аспектима мог живота, зашто онда сваке вечери када наступам одлучујем публици изнијети све? Нисам сигурна да ли више имам снаге за то.

### 2014-2017:Short MovieиSemper Femina
Марлинг је 16. децембра 2014. године објавила да ће се њен пети студијски албум звати Short Movie. Албум се састоји од 13 пјесама, компонованих од стране кантауторке и изашао је у Уједињеном Краљевству 23. марта 2015. а у САД дан послије. 
Лора је почела снимати за Short Movie убрзо након завршетка турнеје по САД. Пјесме су написане у САД и говоре о Лорином животу у Лос Анђелесу. Међутим након завршетка албума, Марлинг је била незадовољна резултатом, стога је одбацила већину пјесама и почела бавити стварима изван музике. Када је одлучила да настави рад на албуму то је урадила у Лондону, са бендом и продуцентима Деном Коксом и Метом Инграмом.
Продуцент, гитариста и кантаутор Блејк Милс је у твиту 2016. објавио да је нови Лорин албум готов.  Лора је објавила сингл Soothing у новембру 2016. године и тако најавила свој нови албум Semper Femina (лат. увијек жена).  За овај албум Лора Марлинг је номинована за награду Греми. 
За посљедњу епизоду четврте сезоне серије Пики Блајндерс (енг. Peaky Blinders) која се емитовала у децембру 2017. године, Лора је снимила двије обраде пјесама:  Red Right Hand Ника Кејва (енгл. Nick Cave) и A Hard Rain's a-Gonna Fall Боба Дилана (енг. Bob Dylan).

### 2018: бенд LUMP
Марлинг је 2018. заједно са музичарем Мајком Линдзејом основала бенд LUMP. Истоимени албум на коме је Лора писала текст и пјева, док је Мајк свирао већину инструмената, изашао је у јуну 2018. године. 

### 2020:Song for Our Daughter
Путем Инстраграм објаве, 5. априла 2020. године, Лора Марлинг је најавила свој 7. студијски албум, и такође објавила сингл Held Down. Албум Song for Our Daughter је објављен 10. априла 2020. године. Требало је да албум буде објављен у августу, али је датум помјерен за раније, због пандемије вируса корона. 
Нисам видјела разлог да задржавам нешто што би, у најмању руку, забавило људе, или у најбољем случају донијело некакав осјећај јединства.

## Глума
Лора Марлинг глуми у кратком филму Жена возач (енг. Woman driver). Филм је снимио Крис Перкел (енгл. Chris Perkel) у Марфи (Тексас) за 72 часа. 

## Дискографија
| Албум                   | Година |
| ----------------------- | ------ |
| Alas, I Cannot Swim     | 2008   |
| I Speak Because I Can   | 2010   |
| A Creature I Don't Know | 2011   |
| Once I Was an Eagle     | 2013   |
| Short Movie             | 2015   |
| Semper Femina           | 2017   |
| LUMP (са бендом LUMP)   | 2018   |
| Song for Our Daughter   | 2020   |